# Ålands Fredsinstitut
Ålands Fredsinstitut er et forskningsinstitut i Mariehamn på Åland. Instituttet arbejder både praktisk og med forskning som har med freds- og konfliktspørgsmål at gøre, med udgangspunkt i Åland og dets særstilling. Instituttet fokuserer på selvstyreformer, minoritetsspørgsmål, demilitarisering og konflikthåndtering. Ålands Fredsinstitut indgår i flere nationale og internationale netværk af organisationer som arbejder med lignende spørgsmål. Fredsinstituttet er en politisk og religiøst uafhængig organisation som  blev grundlagt i 1992. Instituttet har konsultativ status inden for FN's økonomiske og sociale råd, ECOSOC.

## Forskning
Fredsinstituttets forskere og gæsteforskere arbejder inden for tre brede stofområder:
- Sikkerhed
- Autonomier, inklusive Åland-eksemplet
- Minoriteter

Instituttet publicerer bøger og rapporter inden for ovenstående områder. Gennem at arrangere seminarier og konferencer og gennem et voksende bibliotek som er åbent for almenheden fungerer instituttet som et samlingspunkt for Åland, Norden og Østersø området. Autonomi- og konflikthåndteringsseminarier arrangeres med grupper fra konfliktområder verden over.

## Uddannelse
Ålands Fredinstitut gennemfører kurser og seminarieserier på Åland og internationalt inden for følgende områder:
- Konflikthåndtering og ikke-vold
- Global og regional sikkerhed
- Demokrati og menneskerettigheder
- Autonomier
- Minoriteter
- Anti-trafficking

Instituttet driver projektet Fredsfostran i grundskolerne på Åland. Formålet er at inddrage kundskaber og erfaringer om konflikthåndtering, ikke-vold, tolerance og skolemægling i grundskolen på Åland. Projektet gennemføres i samarbejde med Ålands regering og grundskolerne.

## Samarbejde i nærområdet
Ålands fred institut har udviklet et fungerende netværk med borgerorganisationer i Litauen, Hviderusland og i Kaliningrad-området som er en del af Rusland. Fundamentet for samarbejdet er de erfaringer som er udviklet ved forum for kvinder og børn, Nendre, i Vilnius, Litauen. Nendre startedes 1998 af Ålands Fredsinstitut og kvindeklubben Devyndarbe. I dag tilbyder forrummet sociale services til familier med enlige mødre. Mødrene får støtte, til småbørnene er der dagpleje og for skoleeleverne er der eftermiddagsaktiviteter. Nendre er blevet en af de førende organisationer inden for ligestilling, pædagogik og ligestillingsfremmende aktiviteter i Litauen.
Siden 2005 har Nendre delt ud af sine kundskaber til organisationer i Hviderusland og Kaliningrad. Formålet er at give marginaliserede grupper styrke at håndtere og bestemme over sine eget liv. Projektindsatsen omfatter uddannelse, rådgivning og udviklende aktiviteter for kvinder og barn.
Ålands Fredsinstitut har også bidraget til at udbrede pigegruppe metoden i Litauen. Metoden som er udviklet i Norden og tilpasset til lokale forhold støtter unge piger og bidrager til at forebygge menneskehandel. Metoden er også begyndt at blive anvendt i Hviderusland.

## Ungdomsarbejde & EU-programmetAktiv Ungdom
Ålands Fredsinstitut deltager i internationalt ungdomssamarbejde inden for blandt andre følgende områder:
- European Voluntary Service (EVS). Instituttet udsender og tager imod frivillige.
- Ungdomudvekslinger.
- Seminarier, kurser og andre aktiviteter for at fremme dialog og viden om andres levevilkår.

## Ålands mæglingskontor
Ålands mæglingskontor administreres af Ålands Fredsinstitut på vegne af selvstyret på Åland. Mæglingskontoret tilbyder mulighed for at mægle i henhold til loven om mægling ved forbrydelse og i visse tvister (FFS 1015/2005).
Mægling er en gratis service og tanken er at parterne gennem møder og dialog skal kunne komme overens om en godtgørelse, for eksempel i form af en monetære eller arbejdsydelser. Ved mægling deltager parterne til forbrydelsen eller tvisten og to frivillige, uddannede og upartiske mæglere.

## Publikationer
- Fredens öar. Ålands självstyrelse, demilitarisering og neutralisering. Susanne Eriksson, Lars Ingmar Johansson, Bar bro Sund back, 2006 (findes kun på engelsk og finsk).
- International Obligations and National -Debates: Minorities around the Baltic Sea. Sia Spiliopoulou Ager område (red.), 2006.
- Territoriella autonomier i världen. Maria Ackrén, 2005.
- Litauisk-svenska alfabetet. Danute Mituziene (red.), 2005.
- Demilitariserade och neutraliserade områden i Europa. Christer Ahlström, 2004 (findes kun på engelsk).
- Åland, Finland och europeisk säkerhet. Teija Tiilikainen, 2002 (findes endda på finsk).
- Human Rights of Minority Women – a Manual of International Law. Sia Spiliopoulou Ager område, 2000.

## Eksterne links
- Officiell websted
- Medlingsbyrån